# (237357) 2059 T-3
(237357) 2059 T-3 (2059 T-3, 2000 UK46) — астероїд головного поясу, відкритий 16 жовтня 1977 року.
Тіссеранів параметр щодо Юпітера — 3,470.